# Sandweiler
Sandweiler é uma comuna do Luxemburgo, pertence ao distrito de Luxemburgo e ao cantão de Luxemburgo.

## Demografia
Dados do censo de 15 de fevereiro de 2001:
- população total: 2.577
  - homens: 1.263
  - mulheres: 1.314

- densidade: 333,38 hab./km²
- distribuição por nacionalidade:

| Nacionalidade  | População | %      |
| -------------- | --------- | ------ |
| luxemburgueses | 1.581     | 61,35% |
| estrangeiros   | 996       | 38,65% |
| - portugueses  | 320       | 12,42% |
| - franceses    | 114       | 4,42%  |
| - italianos    | 93        | 3,61%  |
| - belgas       | 92        | 3,57%  |
| - alemães      | 58        | 2,25%  |
| - iuguslavos   | 10        | 0,39%  |
| - outros       | 309       | 11,99% |

- Crescimento populacional:

| Ano        | População |
| ---------- | --------- |
| 15/02/2001 | 2.577     |
| 01/01/2002 | 2.665     |
| 01/01/2003 | 2.758     |
| 01/01/2004 | 2.853     |
| 01/01/2005 | 2.870     |